# Uma Aventura do Zico (álbum)
Uma Aventura do Zico é a trilha sonora do filme homônimo, lançada em 1999. O álbum é constituído por canções executadas ao decorrer do filme, interpretadas por vários artistas e mais duas instrumentais, uma composta por Cláudio Guimarães e a outra por David Tygel.

## Faixas
| N.º | Título                             | Intérprete        | Duração |  |
| 1.  | "É Uma Partida de Futebol"         | Skank             | 3:56    |  |
| 2.  | "Só No Sapatinho"                  | SNS               | 3:01    |  |
| 3.  | "Gol, Gol, Gol"                    | Os Ostras         | 2:19    |  |
| 4.  | "Sonho de Menino"                  | Evandro Mesquita  | 2:46    |  |
| 5.  | "Galinho de Briga"                 | Fagner            |         |  |
| 6.  | "Sambar é Amor"                    | Cláudio Guimarães |         |  |
| 7.  | "Homenagem ao Galinho"             | Mania de Gente    | 2:54    |  |
| 8.  | "A Volta do Samba (Instrumental)"  | Cláudio Guimarães | 4:50    |  |
| 9.  | "Trilha Incidental (Instrumental)" | David Tygel       | 2:33    |  |